# Dag Wennlund
Dag Wennlund, född 6 oktober 1963, svensk före detta spjutkastare som tillhörde världseliten under slutet av 1980-talet och början av 1990-talet. Han tävlade för Mariestads AIF. Han innehade under flera år svenska rekordet i spjut och nådde som bäst 5:e plats vid VM (1995).

## Idrottskarriär
Den 4 maj 1985 nådde Wennlund 92,20 i Austin, USA, vilket var en förbättring av Kenth Eldebrinks svenska rekord (91,14) från 1983. Därmed blev Wennlund den siste svenske rekordhållaren med det gamla spjutet, vars rekord ströks ur alla listor den 1 april 1986. Detta år vann Wennlund också SM på 86,44.
Efter övergången till en ny spjuttyp kom svenska rekordet återigen att hamna hos Wennlund genom resultatet 81,86 åstadkommet i Karlskrona den 2 augusti 1986. Han vann SM även detta år, på 81,86. Den 4 april 1987 satte Wennlund sitt sista svenska rekord, med 82,64. Rekordet slogs 1989 av Peter Borglund.
Wennlund vann sitt sista svenska mästerskap i spjut 1991 med 85,52. Personliga rekordet 85,02 m noterade han vid en mindre tävling i Alvesta samma säsong.
Wennlunds största internationella merit är femteplatsen vid VM i friidrott 1995 i Göteborg. 

## Meriter

### Mästerskap
- EM 1986 - Utslagen i kvalet
- VM 1987 - 8:e plats
- OS 1988 - 8:e plats
- EM 1990 - Utslagen i kvalet
- VM 1991 - 7:e plats
- OS 1992 - Utslagen i kvalet
- VM 1993 - 6:e plats
- EM 1994 - 10:e plats
- VM 1995 - 5:e plats
- OS 1996 - Utslagen i kvalet

### Övrigt
Han blev Stor grabb nr 370 år 1987.

## Källhänvisningar
1. ↑  World Athletics Database, läst: 4 juli 2019.[källa från Wikidata]

- Svenska Mästerskapen i friidrott 1896-2005. Trångsund: Erik Wiger/TextoGraf Förlag. 2006
- Swedish Athletic Page
- Stora grabbar
- Iaaf:s webbplats